# Carl-Uwe Steeb
Carl-Uwe Steeb (Aalen, Alemanya Occidental, 1 de setembre de 1967) és un exjugador de tennis professional alemany.
Va guanyar un total de tres títols individuals i tres de dobles, que li van permetre arribar als llocs 14 i 41 del rànquing respectivament. Va formar part de l'equip d'Alemanya Occidental de la Copa Davis que es va imposar en les edicions consecutives de 1988 i 1989.

## Palmarès

### Individual: 8 (3−5)
| Llegenda (pre/post 2009)                                 |
| -------------------------------------------------------- |
| Grand Slams (0−0)                                        |
| Tennis Masters Cup / ATP Finals (0−0)                    |
| ATP Masters Series / ATP World Tour Masters 1000 (0−1)   |
| ATP International Series Gold / ATP World Tour 500 (0−1) |
| ATP International Series / ATP World Tour 250 (1−2)      |

| Títols per superfície |
| --------------------- |
| Dura (0−2)            |
| Gespa (0−0)           |
| Terra batuda (2−0)    |
| Moqueta (1−3)         |

| Resultat  | Núm. | Data                  | Torneig              | Superfície   | Oponent           | Marcador                   |
| --------- | ---- | --------------------- | -------------------- | ------------ | ----------------- | -------------------------- |
| Guanyador | 1.   | 10 de juliol de 1989  | Gstaad, Suïssa       | Terra batuda | Magnus Gustafsson | 6−7(6), 3−6, 6−2, 6−4, 6−2 |
| Finalista | 1.   | 16 d'octubre de 1989  | Tòquio, Japó         | Moqueta (i)  | Aaron Krickstein  | 2−6, 2−6                   |
| Finalista | 2.   | 8 de gener de 1990    | Sydney, Austràlia    | Dura         | Yannick Noah      | 7−5, 3−6, 4−6              |
| Finalista | 3.   | 12 de febrer de 1990  | Brussel·les, Bèlgica | Moqueta (i)  | Boris Becker      | 5−7, 2−6, 2−6              |
| Guanyador | 2.   | 17 de juny de 1991    | Gènova, Itàlia       | Terra batuda | Jordi Arrese      | 6−3, 6−4                   |
| Finalista | 4.   | 9 de novembre de 1992 | Moscou, Rússia       | Moqueta (i)  | Marc Rosset       | 2−6, 2−6                   |
| Finalista | 5.   | 11 de gener de 1993   | Jakarta, Indonèsia   | Dura         | Michael Chang     | 6−2, 2−6, 1−6              |
| Guanyador | 3.   | 6 de novembre de 1995 | Moscou               | Moqueta (i)  | Daniel Vacek      | 7−6(5), 3−6, 7−6(6)        |

### Dobles masculins: 5 (3−2)
| Llegenda (pre/post 2009)                                 |
| -------------------------------------------------------- |
| Grand Slams (0−0)                                        |
| Tennis Masters Cup / ATP Finals (0−0)                    |
| ATP Masters Series / ATP World Tour Masters 1000 (0−1)   |
| ATP International Series Gold / ATP World Tour 500 (0−0) |
| ATP International Series / ATP World Tour 250 (3−1)      |

| Títols per superfície |
| --------------------- |
| Dura (2−0)            |
| Gespa (0−0)           |
| Terra batuda (0−2)    |
| Moqueta (1−0)         |

| Resultat  | Núm. | Data                  | Torneig                   | Superfície   | Parella       | Oponents                            | Marcador      |
| --------- | ---- | --------------------- | ------------------------- | ------------ | ------------- | ----------------------------------- | ------------- |
| Guanyador | 1.   | 4 d'octubre de 1988   | Brisbane, Austràlia       | Dura (i)     | Eric Jelen    | Grant Connell Glenn Michibata       | 6−4, 6−1      |
| Guanyador | 2.   | 19 d'agost de 1991    | Long Island, Estats Units | Dura         | Eric Jelen    | Doug Flach Diego Nargiso            | 0−6, 6−4, 7−6 |
| Guanyador | 3.   | 4 de novembre de 1991 | Moscou, Unió Soviètica    | Moqueta (i)  | Eric Jelen    | Andrei Cherkasov Alexander Volkov   | 6−4, 7−6      |
| Finalista | 1.   | 4 de maig de 1992     | Hamburg, Alemanya         | Terra batuda | Michael Stich | Sergio Casal Emilio Sánchez Vicario | 7−5, 4−6, 3−6 |
| Finalista | 2.   | 26 d'abril de 1993    | Múnic, Alemanya           | Terra batuda | Karel Nováček | Martin Damm Henrik Holm             | 0−6, 6−3, 5−7 |

### Equips: 3 (3−0)
| Resultat  | Núm. | Data                        | Torneig                                    | Superfície       | Equip                                           | Oponents                                                          | Marcador |
| --------- | ---- | --------------------------- | ------------------------------------------ | ---------------- | ----------------------------------------------- | ----------------------------------------------------------------- | -------- |
| Guanyador | 1.   | 16 − 18 de desembre de 1988 | Copa Davis, Göteborg, Suècia               | Terra batuda (i) | Boris Becker Eric Jelen Patrik Kühnen           | Kent Carlsson Stefan Edberg Anders Järryd Mats Wilander           | 4−1      |
| Guanyador | 2.   | 15 − 17 de desembre de 1989 | Copa Davis, Stuttgart, Alemanya Occidental | Moqueta (i)      | Boris Becker Eric Jelen Patrik Kühnen           | Stefan Edberg Jan Gunnarsson Anders Järryd Mats Wilander          | 3−2      |
| Guanyador | 3.   | 3 − 5 de desembre de 1993   | Copa Davis, Düsseldorf, Alemanya           | Terra batuda (i) | Marc-Kevin Goellner Patrik Kühnen Michael Stich | Richard Fromberg Jason Stoltenberg Todd Woodbridge Mark Woodforde | 4−1      |

## Trajectòria

### Individual
| Open d'Austràlia | A  | 4R | 2R          | 1R          | 2R          | 3R | 1R          | A           | 2R          | 1R  | 0 / 8 | 8 – 8 |
| Roland Garros | 1R | 1R | 3R          | A           | 1R          | 4R | 3R          | 1R          | 1R          | 1R  | 0 / 9 | 7 – 9 |
| Wimbledon | 1R | 1R | 2R          | A           | 1R          | 1R | 1R          | A           | A           | A   | 0 / 6 | 1 – 6 |
| US Open | A  | A  | 3R          | 1R          | 4R          | 3R | 2R          | A           | A           | 1R  | 0 / 6 | 8 – 6 |
| Jocs Olímpics | NC | QF | No celebrat | No celebrat | No celebrat | 3R | No celebrat | No celebrat | No celebrat | A   | 0 / 2 | 5 – 2 |
| Rànquing a final d'any | 41 | 73 | 15          | 46          | 38          | 29 | 94          | 89          | 67          | 179 |       |       |
| Llegenda: G: Guanyador; F: Finalista; SF: Semifinalista; QF: Quarts de final; Q: Qualificació; A: Absent; RR: Round Robin; |    |    |             |             |             |    |             |             |             |     |       |       |